# Krystyna Kisielewska
Krystyna Kisielewska (ur. 1930, zm. 15 maja 2006 w Warszawie) – parazytolog, twórczyni szkoły ekoparazytologii, prof. dr hab. nauk przyrodniczych o specjalności ekologia pasożytów, parazytologia środowiskowa.

## Życiorys

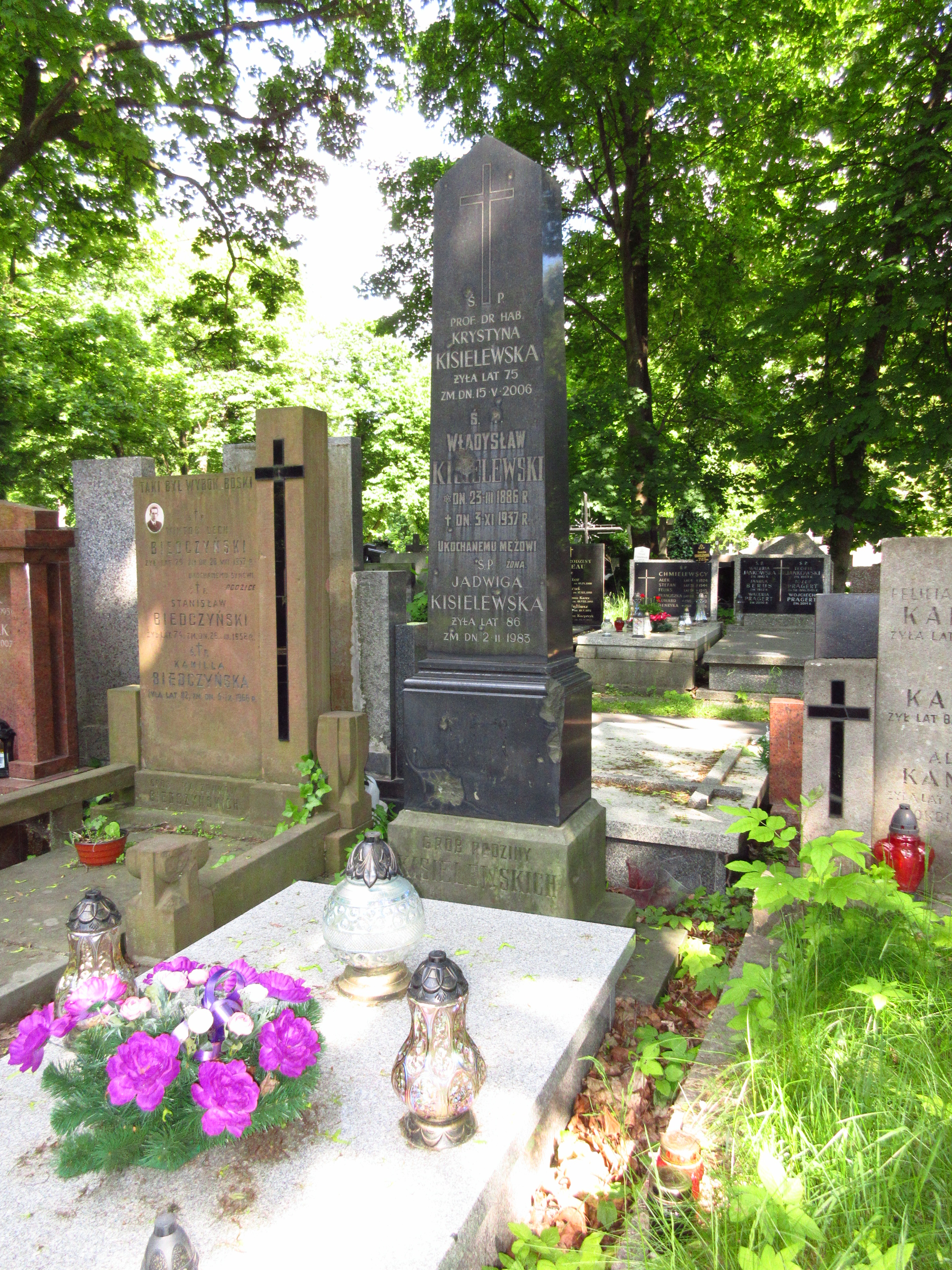
Grób Krystyny profesor Kisielewskiej na cmentarzu Bródnowskim

Pracę zawodową rozpoczęła w 1951 w Zakładzie Zoologii Szkoły Głównej Gospodarstwa Wiejskiego w Warszawie, po powołaniu w 1954 Zakładu Parazytologii Polskiej Akademii Nauk pracowała w Pracowni Parazytologii Ogólnej. Prowadziła badania tasiemców i nicieni gryzoni w Białowieskim Parku Narodowym, postawiła wówczas tezę, że pasożyty mogą być wskaźnikami pewnych zjawisk i procesów zachodzących w populacjach żywicieli, ten kierunek parazytologii nazwała parazytosynekologią. Przyjęte założenia stały się kanwą programu badawczego utworzonej przez Krystynę Kisielewską Pracowni Parazytologii Środowiskowej Instytutu Parazytologii Polskiej Akademii Nauk im. Witolda Stefańskiego, którą kierowała w latach 1970–1992.
Pracowała przy UNESCO, przyczyniła się do zorganizowania w 1975 w Warszawie międzynarodowego sympozjum "Parazytologia w Programie UNESCO/MAB", dzięki któremu parazytologię środowiskową wprowadzono do programu naukowego UNESCO/MAB/PARMAB. Autorka ok. 120 publikacji naukowo-badawczych.
Hobbystycznie uprawiała  publicystykę literacką, była autorką felietonów i esei na tematy społeczno−polityczne i moralne, które były publikowane na łamach wielu czasopism. Krystyna Kisielewska była laureatką nagrody dziennikarskiej "Złote Pióro".
Pochowana na cmentarzu Bródnowskim w Warszawie, kwatera 35A rząd 2 grób 17.

## Członkostwo
- Polskie Towarzystwo Parazytologiczne[2]
- W Radach Naukowych: 
  - Instytutu Parazytologii PAN,
  - Instytutu Ekologii PAN,
  - Zakładu Badania Ssaków PAN w Białowieży,
  - Wojskowego Instytutu Higieny i Epidemiologii.
- W pracach komitetów naukowych PAN: 
  - Parazytologii i Ekologii,
  - Komitetu Ochrony Środowiska przy Prezydium PAN i przy Radzie Państwa.